# Harold Camping

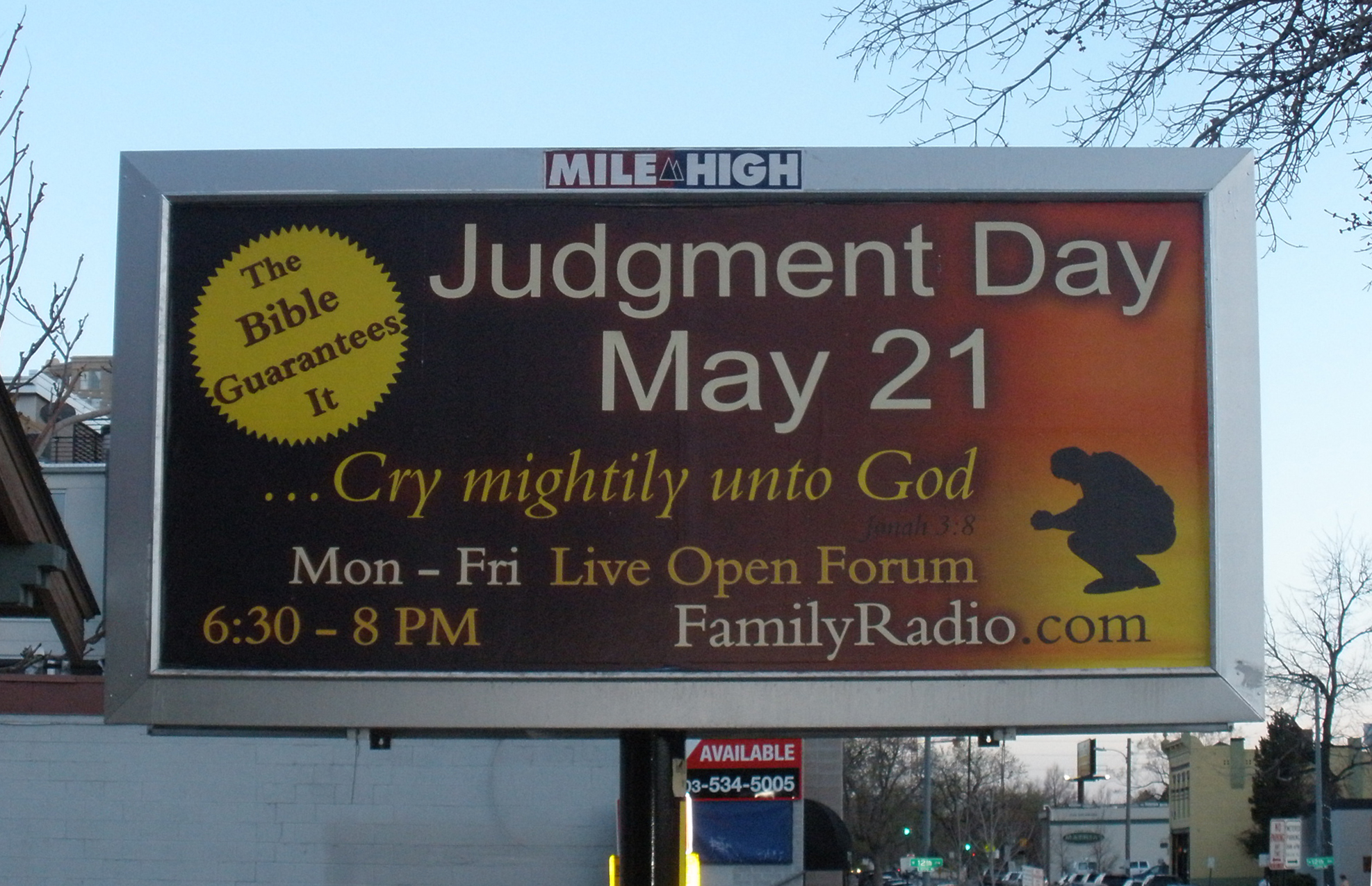
Un panneau publicitaire de Family Radio annonçant la fin du monde

Harold Egbert Camping (né le 19 juillet 1921, et mort le 15 décembre 2013) était un animateur de radio chrétienne américain. Il était président de Family Radio (en), une station de radio californienne qui recouvre plus de 150 marchés aux États-Unis.
Camping s'est fait remarquer pour avoir appliqué la numérologie à ses interprétations de passages bibliques pour prédire les dates de l'apocalypse, le 21 mai 1988 et le 7 septembre 1994.
Dans ses prédictions d'apocalypses en 2011, Harold Camping avait prédit la fin du monde en deux temps : dans un premier temps, le 21 mai 2011 aurait lieu la Rapture (« L'enlèvement ») un phénomène qui toucherait les bons chrétiens, qui seraient alors enlevés par Dieu et emmené au Paradis. Dans un second temps, le 21 octobre, après cinq mois de ravage lié à des catastrophes naturelles, la vraie fin du monde aurait lieu. Sa dernière prédiction a été largement rapportée dans la presse, et par de nombreux fidèles ayant sillonné les États-Unis à fin de prosélytisme. Il essuiera aussi de nombreuses polémiques venant des associations athées.
Aucune de ses prédictions ne s'étant réalisée le 21 mai, Camping déclara qu'il croyait maintenant qu'un jugement « spirituel » avait reporté cette date au 21 octobre 2011, en même temps que la destruction de l'univers par Dieu et  s'est à nouveau trompé.
Le 9 juin 2011, Harold Camping a été victime d'un accident vasculaire cérébral et a été hospitalisé. Il reçoit en 2011 le Prix Ig Nobel de mathématiques.